# Oidosoma
Oidosoma is een geslacht van kevers uit de familie bladkevers (Chrysomelidae).
De wetenschappelijke naam van het geslacht werd in 1891 gepubliceerd door Quedenfedt.

## Soorten
- Oidosoma confusum Daccordi, 2001